# NGC 841
NGC 841 è una galassia a spirale intermedia situata nella costellazione di Andromeda, a una distanza di circa 207 milioni di anni luce dalla nostra Via Lattea.

## Scoperta
La galassia è stata scoperta il 17 gennaio 1787 dall'astronomo britannico di origine tedesca William Herschel.

## Descrizione
NGC 845 ha una classe di luminosità I-II e presenta una larga riga a 21 cm dell'idrogeno neutro. 
Il database SIMBAD la classifica come galassia LINER, cioè una galassia il cui nucleo presenta uno spettro di emissione caratterizzato da larghe righe di atomi debolmente ionizzati.

## Gruppo di NGC 841
NGC 841 è la galassia più brillante del Gruppo di NGC 841, che comprende sei galassie luminose nei raggi X. Le altre cinque componenti il gruppo sono NGC 834, NGC 845, UGC 1650, UGC 1673 e UGC 1721.
Anche la galassia UGC 1771 fa parte di questo gruppo, ma non è luminosa ai raggi X.